# مارك لان
مارك لان (31 يناير 1969 - ) (بالإنجليزية: Mark Lane)‏ هو لاعب كريكت نيوزلندي.